# Zdeněk Eška
Zdeněk Eška je český televizní a rozhlasový moderátor. Vystudoval marketing na Technické univerzitě v Liberci a následně pokračoval studiem ekonomie na Bankovním institutu vysoké škole v Praze, kde svá studia dokončil v roce 2006.  V roce 2008 vystupoval v televizním pořadu České televize pojmenovaném Případy detektiva Packala. Na Vyšší odborné škole publicistiky vyučuje předměty „Rétorika a práce s veřejností“ a „Hlasová výchova“.